# Ланге, Мортен
Кнуд Мортен Ланге (дат. Knud Morten Lange; 24 ноября 1919 — 10 ноября 2003) — датский миколог и левый политик.

## Академическая карьера
Ланге был сыном миколога Якоба Эмануэля Ланге. Он был профессором ботаники в Копенгагенском университете в 1958—1989 годах и проректором этого университета в 1976—1979 годах. В начале своей карьеры он зарекомендовал себя в области арктической микологии, начав свою первую экспедицию в Гренландию в 1946 году. Его исследования спаривания и интерстерильности у базидиомицетов теперь считаются классическими.
Позднее активная научная деятельность Ланге была оттеснена на второй план многочисленными административными и политическими обязательствами. Тем не менее, он продолжил выступать автором ряда популярных книг о грибах, которые были переведены на несколько языков.
Стандартное обозначение автора видов, описанных Мортеном Ланге: M.Lange.

## Политическая карьера
В политическом плане Ланге сперва был членом Коммунистической партии Дании, но в 1950-х годах вступил в открытый конфликт с партийным руководством. В 1959 году стал одним из основателей Социалистической народной партии — антисталинистского откола от КПД. В 1960—1976 годах он был членом датского парламента (Фолькетинга) от СНП. Он принадлежал к реформистскому крылу партии и был, например, в отличие от большинства своих однопартийцев, публичным сторонником внедрения ядерной энергетики в Дании, будучи председателем Государственного энергетического совета (1976—1987).